# Francesco Oliva (pittore)
Francesco Oliva (Napoli, 1807 – 1861) è stato un pittore italiano.
Frequentò il Reale Istituto di Belle Arti di Napoli, per poi spostarsi a Roma per affinare la sua tecnica. Le sue opere hanno come temi soggetti sacri ed i ritratti. Nella seconda metà del XVIII secolo, operò in Calabria e a Tursi in Lucania.
Alcune sue opere sono state riscoperte agli inizi del XXI secolo a Rotondella, in Basilicata.

## Opere
- Allegoria dell'Architettura, metà XIX secolo, olio su tela, 270x400 cm, Villa Pignatelli, Napoli.
- Mario sulle rovine di Cartagine, 1833.
- Madonna col Bambino e SS. Gaetano e Biagio, chiesa della Madonna delle Grazie, Castrovillari.
- Trinità, chiesa parrocchiale di Maratea.
- San Rocco, chiesa di S. Antonio da Padova, Rotondella.
- Santa Lucia, chiesa di S. Antonio da Padova, Rotondella.
- Manlio Torquato.
- Arria.
- La Baccante.